# فيكتور جاربر
فيكتور جاربر (بالإنجليزية: Victor Garber)‏ (و. 1949  م) هو ممثل تلفزي، وممثل أفلام، ومغني، وموسيقي، وممثل مسرحي، من كندا، ولد في لندن.

## التعليم
تعلم في جامعة تورنتو.

## جوائز وترشيحات
حصل على جوائز منها:
- جائزة المسرح العالمي (1973).[7]

ترشح لـ:
- جائزة توني عن فئة أفضل ممثل في مسرحية موسيقية [الإنجليزية]‏ (1993)
- جائزة توني لأفضل ممثل في مسرحية  [لغات أخرى]‏ (1988)
- جائزة توني عن فئة أفضل ممثل في مسرحية موسيقية [الإنجليزية]‏ (1981)
- جائزة توني لأفضل ممثل في مسرحية  [لغات أخرى]‏ (1977).

## وصلات خارجية
- فيكتور جاربر على موقع IMDb (الإنجليزية)
- فيكتور جاربر على موقع ميتاكريتيك (الإنجليزية)
- فيكتور جاربر على موقع روتن توميتوز (الإنجليزية)
- فيكتور جاربر على موقع قاعدة بيانات الأفلام العربية
- فيكتور جاربر على موقع ألو سيني (الفرنسية)
- فيكتور جاربر على موقع ميوزك برينز (الإنجليزية)
- فيكتور جاربر على موقع تيرنر كلاسيك موفيز (الإنجليزية)
- فيكتور جاربر على موقع أول موفي (الإنجليزية)
- فيكتور جاربر على موقع قاعدة بيانات برودواي على الإنترنت (الإنجليزية)
- فيكتور جاربر على موقع قاعدة بيانات الأفلام السويدية (السويدية)